# Grevillea sericea
Grevillea sericea är en tvåhjärtbladig växtart. Grevillea sericea ingår i släktet Grevillea och familjen Proteaceae.

## Underarter
Arten delas in i följande underarter:
- G. s. riparia
- G. s. sericea